# 馬拯 (嘉靖進士)
馬拯（1521年—？），字壯宇，廣東廣州府南海縣人，軍籍，明朝政治人物。

## 生平
嘉靖十六年（1537年）丁酉科廣東鄉試第一名舉人（解元），十七年（1538年）中式戊戌科會試第五十四名，二甲第九名進士。连登进士，与卢梦阳齐名，时称「卢马」。年方弱冠，请告归娶。赴选，授工部主事。未数月卒。

## 家族
曾祖馬超；祖父馬文祥，壽官；父馬良遇。母霍氏。重庆下。兄馬招、馬鈞。弟馬捷。